# Proclitus paradoxus
Proclitus paradoxus är en stekelart som först beskrevs av Rossem 1991.  Proclitus paradoxus ingår i släktet Proclitus och familjen brokparasitsteklar. Inga underarter finns listade i Catalogue of Life.